# Semiconductor orgánico
Un semiconductor orgánico es un compuesto orgánico bajo la forma de un cristal o un polímero, que muestra propiedades similares a las de los semiconductores inorgánicos. Los semiconductores orgánicos se pueden dividir en dos familias: polímeros (formados por largas cadenas de monómeros) y oligómeros (formados por una o pocas moléculas). La obtención de capas delgadas por medio de estos semiconductores es diferente según se trabaje con polímeros o moléculas pequeñas.
Estas propiedades son la conductividad eléctrica por los electrones y los huecos, y la presencia de una banda prohibida. Estos materiales han dado lugar a la electrónica orgánica, o electrónica de los plásticos. Por orgánica se entienden las moléculas que se basan en el carbono, las moléculas básicas para la vida. Se llama orgánica en oposición a los semiconductores inorgánicos, como el silicio.

## Historia
En 1977 Hideko Shirakawa en colaboración con Alan Heeger y Alan MacDiarmi descubren los polímeros conductores. Ellos publicaron su descubrimiento en el artículo titulado: «Synthesis of electrically contucting organic polymers» y son galardonados con el Premio Nobel en el año 2000. 

### Semiconductores tipo P
El efecto de campo apareció por primera vez en moléculas orgánicas en 1964, tras el análisis de láminas de ftalocianina de cobre.   Tiempo después, el descubrimiento de los polímeros conductores dio interés en el uso de materiales , en especial en OFETs, debido a sus propiedades eléctricas y ópticas. 
En 1983, se observó el primer efecto de campo en polímeros, en una interfase de poliacetileno/polisiloxano. Aunque fue hasta 1986, cuando se fabricó el primer transistor de efecto de campo de estado sólido el cual utilizaba lámina semiconductora basada en tiofeno.

## Orígenes de la conductividad
La conductividad eléctrica en un semiconductor orgánico está asegurada por los portadores de carga, de los que conocemos bien dos tipos: los electrones (los electrones π *) y los huecos (los electrones π no pareados). En general, los sólidos orgánicos son aislantes. Sin embargo, en los cristales formados por moléculas orgánicas que contienen uniones conjugadas π, o incluso los polímeros que contengan uniones conjugadas π, los electrones pueden moverse libremente en los recubrimientos de nubes de electrones π, lo que permite la conducción de electricidad. Los hidrocarburos aromáticos policíclicos son ejemplos de este tipo de semiconductores. Sin embargo, los polímeros conductores tienen una elevada resistencia frente a los conductores inorgánicos. Se pueden dopar los materiales orgánicos con metales para aumentar su conductividad.

## Síntesis
Para los polímeros el proceso habitual de depósito es la técnica conocida como spin-coating. 
El proceso consiste en obtener una disolución del polímero en un disolvente orgánico que se vierte en una pequeña cantidad sobre el sustrato que se utiliza.  Posteriormente se rota el sustrato a gran velocidad, por encima de 1000 revoluciones por minuto, distribuyéndose el líquido sobre su superficie. Al evaporarse el disolvente se obtienen capas delgadas bastante uniformes del polímero semiconductor con grosores de centenares de nanómetros.
Por el contrario, en pequeñas moléculas, los semiconductores orgánicos se depositan mediante evaporación térmica en cámaras de vacío. 

## Similitudes con los semiconductores inorgánicos
Los semiconductores orgánicos poseen características similares a los semiconductores inorgánicos. La siguiente tabla muestra sus correspondencias de manera sucinta:
| Semiconductor inorgánico | Semiconductor orgánico |
| Banda de valencia        | HOMO                   |
| Banda de conducción      | LUMO                   |
| Banda prohibida          | Banda prohibida        |

Además, como los semiconductores inorgánicos, los semiconductores orgánicos pueden ser dopados, es decir, que pueden producir electrones en exceso (dopaje N ) o huecos (dopaje P). En los semiconductores inorgánicos, esto se hace, generalmente, por implantación iónica, es decir, mediante la adición de iones en los semiconductores. Estos iones tienen electrones de valencia extra o en defecto, según el caso, lo que permite añadir los portadores de carga deseados. Sin embargo, esta técnica requiere mucha energía para dopar las películas de los semiconductores orgánicos, que son demasiado frágiles para este tipo de intervención. La técnica preconizada es exponer la película de semiconductores orgánicos al paso de vapor de un oxidante o un reductor, que tiene el efecto de eliminar o añadir electrones a la película. Los semiconductores muy dopados tales como la polianilina (Ormecon) y el PEDOT: PSS también son llamados metales orgánicos.

## Ventajas y desventajas
Los semiconductores orgánicos ofrecen varias ventajas:
- Ligeros: de fácil portabilidad
- Flexibilidad: menos frágiles que los semiconductores inorgánicos que se depositan sobre sustratos rígidos y planos.
- La facilidad de fabricación y ensamblaje: los semiconductores son en general fácil y económicos de fabricar en el laboratorio. La ingeniería química puede desarrollar moléculas que se autoensamblen. Estos métodos de fabricación contrastan con el proceso de fabricación más difícil y costoso de las tecnologías inorgánicas; calentar a temperaturas muy altas, por ejemplo.

Esta tecnología también presenta algunas limitaciones:
- Tiempo de vida: La vida útil de los dispositivos orgánicos es inferior a los tradicionales LCD. Esto es debido a la decoloración (bleachingen inglés) de las moléculas orgánicas que emiten luz de color.
- Desechables: La industria de semiconductores orgánicos considera, debido a su bajo costo y facilidad de fabricación, la posibilidad de fabricar dispositivos electrónicos desechables. Hay dudas acerca del aspecto ecológico de esta fabricación.

## Aplicaciones
Los semiconductores orgánicos son utilizados en el ámbito de la optoelectrónica para el desarrollo de:
- Diodos orgánicos emisores de luz (OLED, Organic Light Emitting Diode) con los que se pueden fabricar dispositivos que conmpitan con los LCD (Liquid Crystal Display) de hoy día. La matriz de píxeles de color rojo, verde y azul es fácilmente fabricada ya mediante una técnica de evaporación al vacío, o utilizando la técnica de impresión de inyección de tinta.
  - Los OLEDs fueron demostrados por primera vez en 1987. OLED es un diodo que se basa en una capa electroluminiscente compuesta de una película de componentes orgánicos, los cuales reaccionan a la electricidad y emiten luz por sí mismos.Los OLED podrán ser usados en televisores, dispositivos electrónicos, monitores, etc. También se pueden crear carteles de publicidad y fuentes de luz para iluminar lugares o espacios que requieran de luz.Su estructura se basa en dos capas orgánicas: capa de emisión y capa de conducción, las cuales se encuentran comprendidas en una película con terminal de ánodo y otra de cátodo. Las capas se encuentran hechas de moléculas o polímeros que conducen electricidad. Los niveles de conductividad eléctrica se encuentran a nivel de un aislador y un conductor.El principio de funcionamiento se basa en aplicar un voltaje a través del OLED de modo que el ánodo se encuentre positivamente respecto al cátodo. Al encontrarse de esa manera, se crea una corriente de electrones que fluye en sentido contrario de cátodo a ánodo. Por consiguiente, el cátodo da electrones a la capa de emisión y el ánodo los sustrae de la capa de conducción. La capa de emisión se cara negativamente por exceso de electrones y la capa de conducción se carga con huecos debido a la falta de electrones.La compañía Samsung, líder en tecnología TFT-LCD, desarrolló en 2005 el primer televisor (de 40 pulgadas) usando tecnología OLED. La misma compañía desarrolló en 2009 una pantalla de 6’5 pulgadas totalmente flexible.  Ese mismo año, Sony mostraba una televisión OLED de 21 pulgadas de un grosor menor al centímetro. Esta compañía también cuenta con una pantalla de 2’5 pulgadas, de 0’2 mm de grosor y 1’5 gramos de masa. Es totalmente flexible, con un radio de mínimo de curvatura de 2’5 cm. Desde el 2006 se están desarrollando investigaciones en la universidad de Cornel sobre una nueva versión de OLEDs, que no solo emiten luz, sino que pueden absorber energía solar para producir electricidad. La compañía Plexstronic estima que a principios de 2010 se podrían producir comercialmente pantallas y paneles solares de esta tecnología.
- Energía solar
  - Otra de las aplicaciones es que ayuda a que se tenga más energía solar por medio de los paneles solares. Un panel solar es el dispositivo que aprovecha la energía de la radiación solar, y comprende desde los colectores solares que se utilizan para producir agua caliente mediante energía solar térmica y a los paneles fotovoltaícos que se utilizan para generar electricidad por medio de energía solar fotovoltaica. Su aparición se debe a la industria aeroespacial y es el medio en el que se sumnisitra la energía eléctrica a un satélite o a una sonda en las órbitas interiores del Sistema Solar, debido a la mayor irradiación solar por el impedimento de la atmósfera y su alta relación potencia a peso.  También la energía se usa para alimentar aparatos autónomos, para abastecer refugios con red eléctrica y para la producción de electricidad a gran escala a través de redes de distribución.
  - Entre el año 2000 y 2012 se produjo un crecimiento exponencial de la producción de energía fotovoltaica, y si continúa así para el año 2018 alcanzará una producción de 2200 TWh y llegará a proporcionar el 100% de las necesidades energéticas actuales.
- Transistores de efecto de campo o FET (Field Effect Transistor)
- Ventanas inteligentes que se oscurecen cuando hay demasiado sol. Que ya utilizan esta tecnología para hacer lentes que se oscurece cuando se sale al exterior.
- Papel electrónico (e-papel)
  - Otra aplicación es en el papel electrónico, también conocido como e-paper el cual es una tecnología que permite crear pantallas planas que sean tan delgadas como un papel y con la flexibilidad que permite que se puedan enrollar. Las pantallas representan información en blanco y negro y desde hace poco se pueden visualizar las imágenes en movimiento.

## Semiconductores
- Semiconductores de tipo p (donantes de electrones):
  - Tetraceno, Antraceno
  - Politiofeno
  - P3HT – poli(3-hexiltiofeno)
  - MDMO-PPV – poli[2-metoxi-5-(3,7-dimetiloctiloxi)-1,4-fenileno-vinileno]
  - MEH-PPV – poli[2-metoxi-5-(2-etil-hexiloxi)-1,4-fenileno-vinileno]
  - PEDOT – poli(3,4-etilenodioxitiofeno)
  - PEDOT:PSS – poli(3,4-etilenodioxitiofeno) : poli(estireno sulfonato)
- Semiconductores de tipo n (aceptores de electrones) :
  - Fulereno
  - PCBM – [6,6]-fenil-C61-butirato de metilo
  - PCNEPV – poli[oxa-1,4-fenilo-(1-ciano-1,2-vinileno)−(2-metoxi-5-(3,7-dimetiloctiloxi)-1,4-fenileno)-1,2-(2-cianovinileno)-1,4-fenileno]

Los materiales orgánicos que presentan semiconductores orgánicos tipo n son muy escasos.  Su existencia es importante para la fabricación de uniones p-n, diodos emisores de luz p-n, y transistores bipolares.  Un material transporta electrones cuando presenta un LUMO accesible para la inyección del electrón y un solapamiento π efectivo para que llegue a movilidades de carga efectivas. 
El primer semiconductor tipo n tuvo Aparición en OFETs en 1990, al estudiarse transistores de efecto de campo usando ftalocianinas de tierras (Pc2Lu y Pc2Tm) como lámina semiconductora.